# Rio Jamapa
O Rio Jamapa é um rio localizado no estado de Veracruz, México. Nasce no estado de Puebla graças aos degelos do Citlaltépetl ou Pico de Orizaba.
Ao longo de sua extensão, de Oeste a Leste, recebe numerosos afluentes que descem da Sierra Madre Oriental. Na planície costeira do Golfo, se une ao Rio Cotaxtla e deságua no Golfo do México, no município de Boca del Río.